# الکس مورالیا
الکس مورالیا (پرتغالی: Alex Muralha؛ زادهٔ ۱۰ نوامبر ۱۹۸۹) بازیکن فوتبال اهل برزیل است.
از باشگاه‌هایی که در آن بازی کرده است می‌توان به باشگاه فوتبال فلامینگو، باشگاه فوتبال شونان بلمار، باشگاه فوتبال فیگیرنسه، باشگاه فوتبال میراسول، و باشگاه ورزشی کویابا اشاره کرد.